# Solpke
Solpke is een plaats en voormalige gemeente in de Duitse deelstaat Saksen-Anhalt en maakt deel uit van de gemeente Gardelegen in de Landkreis Altmarkkreis Salzwedel.
Solpke telde begin 2022 506 inwoners.
Solpke heeft een station aan de spoorlijn Berlijn - Lehrte.
In het dorp staat een evangelisch-lutherse dorpskerk,  die in de 13e eeuw gebouwd werd. 
Algenstedt · Berge · Breitenfeld · Dannefeld · Estedt · Gardelegen Stadt · Hemstedt · Hottendorf · Jävenitz · Jeggau · Jerchel · Jeseritz · Kassieck · Kloster Neuendorf · Köckte · Letzlingen · Lindstedt · Mieste · Miesterhorst · Peckfitz · Potzehne · Roxförde · Sachau · Schenkenhorst · Seethen · Sichau · Solpke · Trüstedt · Wannefeld · Wiepke · Zichtau